# Edvard Moser
Edvard Ingjald Moser (született 1962. április 27., Ålesund) norvég neurofiziológus, agykutató. 2014-ben feleségével, May-Britt Moserrel és a brit-amerikai John O'Keefe-fel közösen elnyerte az orvostudományi Nobel-díjat, mert "felfedezték az agy helyzetérzékelő rendszerének sejtjeit". 

## Életrajza
Edvard Moser 1963. január 4-én született a norvég kikötővárosban, Ålesundban. Szülei Németországból költöztek Norvégiába az 1950-es években. Apja orgonakészítő volt. Edvard 1984-től az Oslói Egyetemen tanult matematikát és programozást, majd 1985-től pszichológiát és neurobiológiát. 1985-ben házasodott össze May-Britt Moserrel és közösen elhatározták, hogy agykutatással akarnak foglalkozni. Feleségével együtt Per Oskar Andersen laboratóriumában a patkányok hippokampuszának anatómiája és a térbeli tájékozódás tanulása közötti összefüggést vizsgálták, ebből írták doktori disszertációjukat 1995-ben. A következő évben az Edinburgh-i Egyetemen Richard Morris laboratóriumában, illetve a University College London tanáránál, John O’Keefe-nél dolgoztak. Edvard és felesége 1996-tól a trondheimi Norvég Tudományos és Műszaki Egyetem adjunktusa lett, ahol később mindkettőjüket professzorrá nevezték ki. 

### Kutatási területe
A Moser házaspár kutatási területe a hippokampusz neurális hálózata volt, azon belül a helyzetérzékelő agyi térképek létrejötte. Az O'Keefe által 1971-ben felfedezett helysejtek (place cells) aktivitását vizsgálva figyeltek fel az entorhinális kéreg, illetve a helyzetérzékelésben fontos szerepet játszó CA1 régió kapcsolatára. Elektródákkal mérve az egyes sejtek elektromos aktivitását az entorhinális kéreg dorzokaudális mediális területén (dorsocaudal medial entorhinal cortex, dMEC) megtalálták azokat a neuronokat, amelyek a patkány térbeli helyzetének változása esetén sültek ki. A helysejtektől eltérően azonban ezek a neuronok szabályos rendben helyezkedtek el egymáshoz képest: egyenlő oldalú háromszögekből álló rácsot képeztek. Innen kapták rácssejt (grid cell) elnevezésüket is.
Későbbi kutatásaik során a Moser házaspár megtalálta a fej helyzetét, illetve az állat közvetlen környezetének határait figyelő sejteket is. Az általuk felfedezett sejttípusok kapcsolatban álltak a hippokampusz helysejtjeivel is az állat térbeli orientációjának meghatározása során. A neuronok alkotta helyzetmeghatározó rendszert olykor "belső GPS"-ként is emlegetik.
2007-ben Edvard és May-Britt Moser a trondheimi egyetem égisze alatt megalapította a Kavli Institute for Systems Neuroscience-t, 2013-ban pedig a Centre for Neural Computation-t.

## Díjai

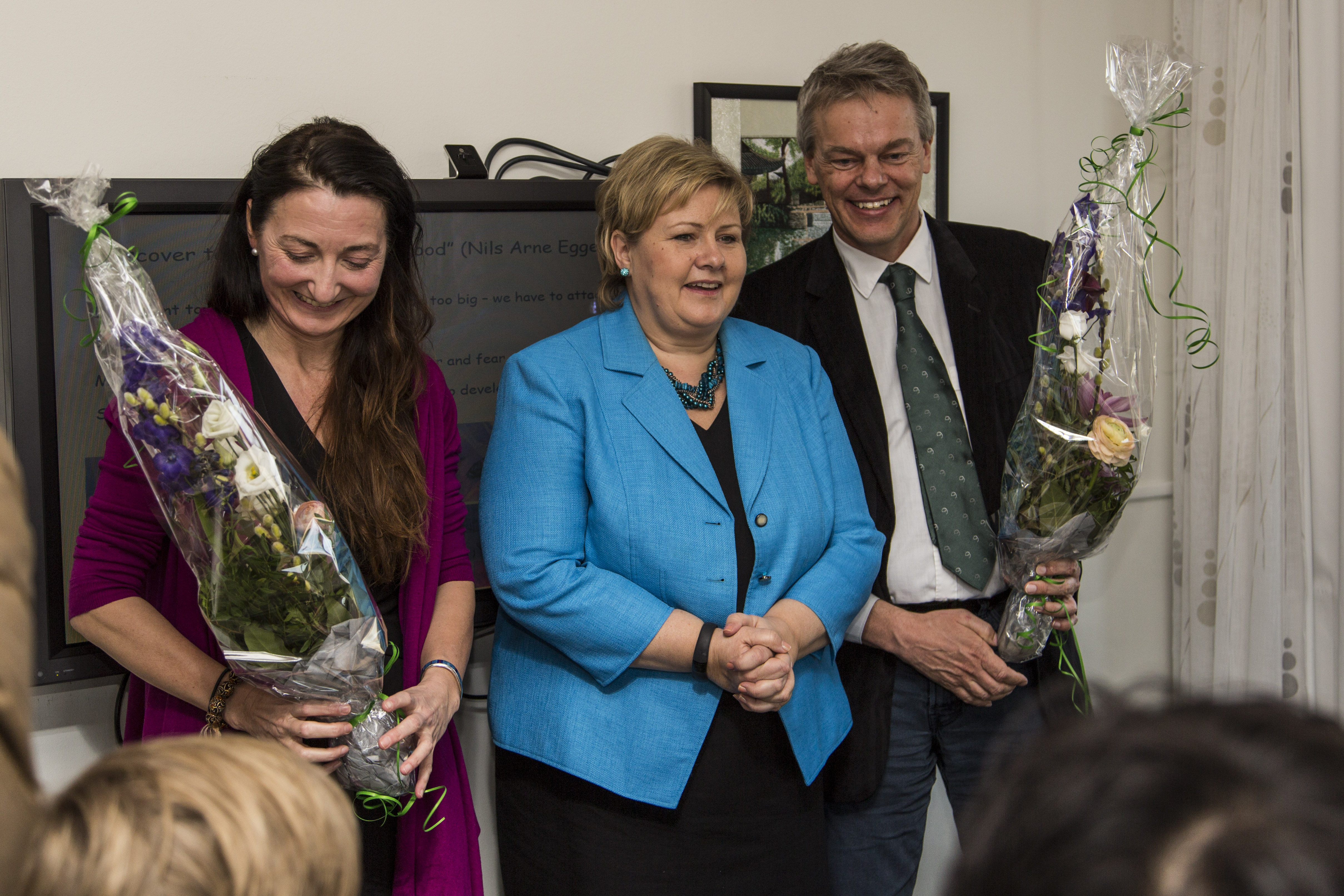
Edvard és May-Britt Moser Erna Solberg miniszterelnök társaságában

Kitüntetései és díjai nagy részét feleségével együtt kapta meg.
- 1999: A Norvég Királyi Tudományos Akadémia fiatal kutatóknak adományozott díja
- 2005: a Columbia Egyetem W. Alden Spencer-díja
- 2006: a Zürichi Egyetem Betty és David Koetser-díja
- 2006: a párizsi Bettencourt Alapítvány Liliane Bettencourt-díja
- 2008: a Lundi Egyetem Eric K. Fernström-díja
- 2011: a svájci Louis Jeantet Alapítvány orvosi kutatásért adományozott díja
- 2011: Anders Jahre-díj
- 2012: Perl-UNC neurobiológiai díj
- 2013: Louisa Gross Horwitz-díj
- 2013: a Norvég Királyi Tudományos Akadémia Fridtjof Nansen-díja
- 2014: Karl Spencer Lashley-díj
- 2014: Körber Európai Tudományos Díj
- 2014: orvostudományi Nobel-díj May-Britt Moserrel és John O'Keefe-fel közösen. May-Britt és Edvard Moser volt az ötödik házaspár, aki együttes Nobel-díjban részesült.